# Resolutie 1626 Veiligheidsraad Verenigde Naties
Resolutie 1626 van de Veiligheidsraad van de Verenigde Naties werd unaniem door de VN-Veiligheidsraad aangenomen op 19 september 2005 en verlengde de vredesmissie in Liberia met een half jaar.

## Achtergrond
Na de hoogtijdagen onder het decennialange bestuur van William Tubman, die in 1971 overleed, greep Samuel Doe de macht. Diens dictatoriale regime ontwrichtte de economie en er ontstonden rebellengroepen tegen zijn bewind, waaronder die van de latere president Charles Taylor. In 1989 leidde de situatie tot een burgeroorlog waarin de president vermoord werd. De oorlog bleef nog doorgaan tot 1996. Bij de verkiezingen in 1997 werd Charles Taylor verkozen en in 1999 ontstond opnieuw een burgeroorlog toen hem vijandige rebellengroepen delen van het land overnamen. Pas in 2003 kwam er een staakt-het-vuren en werden VN-troepen gestuurd. Taylor ging in ballingschap en de regering van zijn opvolger werd al snel vervangen door een overgangsregering. In 2005 volgden opnieuw verkiezingen, waarna Ellen Johnson-Sirleaf de nieuwe president werd.

## Inhoud

### Waarnemingen
De Veiligheidsraad verwelkomde de vooruitgang bij de voorbereiding van de presidents- en parlementsverkiezingen in Liberia voor oktober, de uitbreiding van het staatsgezag, de oprichting van de nieuwe politie en de aanstelling van nieuwe rechters en magistraten. Een bestuurs- en economisch programma moest zorgen voor de uitvoering van het vredesakkoord, en dat de sancties die waren opgelegd middels resolutie 1521 snel konden worden opgeheven.

### Handelingen
Het mandaat van de VN-Missie in Liberia, UNMIL, werd verlengd tot 31 maart 2006. UNMIL werd geautoriseerd om vanaf november 2005 250 militairen in te zetten in buurland Sierra Leone om er het Speciaal Hof te beveiligen. Om de capaciteiten van de missie niet in het gedrang te brengen mocht het aantal troepen vanaf dan ook verhoogd worden tot 15.250. Intussen werd de secretaris-generaal gevraagd al aanbevelingen voor te bereiden voor de terugtrekking van de vredesmacht.

## Verwante resoluties
- Resolutie 1579 Veiligheidsraad Verenigde Naties (2004)
- Resolutie 1607 Veiligheidsraad Verenigde Naties
- Resolutie 1638 Veiligheidsraad Verenigde Naties
- Resolutie 1647 Veiligheidsraad Verenigde Naties

Lijst ·  1581 ·  1582 ·  1583 ·  1584 ·  1585 ·  1586 ·  1587 ·  1588 ·  1589 ·  1590 ·  1591 ·  1592 ·  1593 ·  1594 ·  1595 ·  1596 ·  1597 ·  1598 ·  1599 ·  1600 ·  1601 ·  1602 ·  1603 ·  1604 ·  1605 ·  1606 ·  1607 ·  1608 ·  1609 ·  1610 ·  1611 ·  1612 ·  1613 ·  1614 ·  1615 ·  1616 ·  1617 ·  1618 ·  1619 ·  1620 ·  1621 ·  1622 ·  1623 ·  1624 ·  1625 ·  1626 ·  1627 ·  1628 ·  1629 ·  1630 ·  1631 ·  1632 ·  1633 ·  1634 ·  1635 ·  1636 ·  1637 ·  1638 ·  1639 ·  1640 ·  1641 ·  1642 ·  1643 ·  1644 ·  1645 ·  1646 ·  1647 ·  1648 ·  1649 ·  1650 ·  1651